# روبرت فوكس (مدافع عن الحقوق المدنية)
روبرت فوكس (بالإنجليزية: Robert Fox)‏ هو مدافع عن الحقوق المدنية أمريكي، (ولد في كنتاكي في الولايات المتحدة 1846  م).